# Júpiter LV

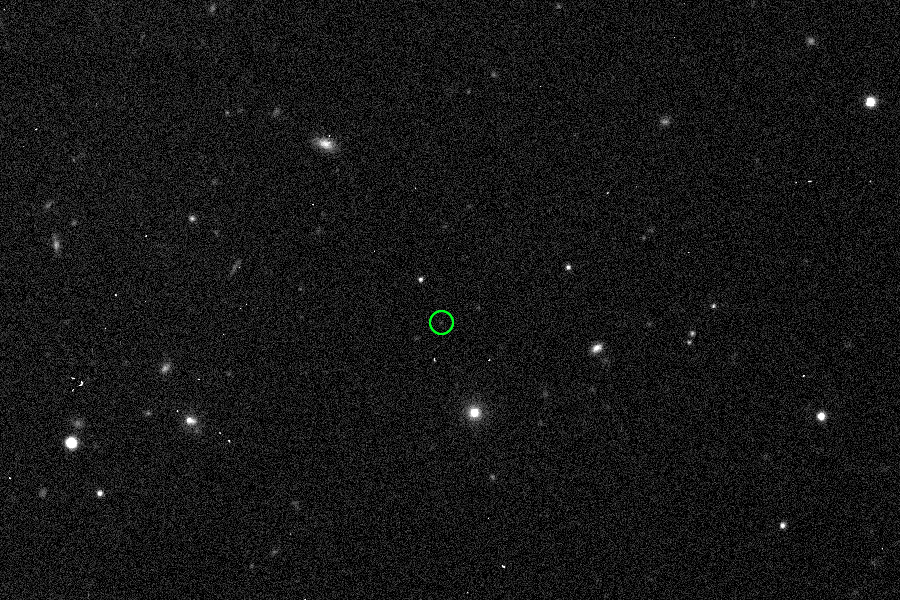
Imagem da descoberta de Júpiter LV.

Júpiter LV, originalmente conhecido como S/2003 J 18, é um satélite natural de Júpiter. Foi descoberto em 2003 por uma equipe de astrônomos liderada por Brett J. Gladman.
S/2003 J 18 tem cerca de 2 km de diâmetro, e orbita Júpiter a uma distância média de 19 813 000 km em 569,728 dias, em uma inclinação de 147° com a eclíptica (149° com o equador de Júpiter), em uma direção retrógrada com uma excentricidade de 0,1570.
Pertence ao grupo Ananke, feito de satélites irregulares retrógrados entre 19,3 e 22,7 milhões de quilômetros, em inclinações de aproximadamente 150°.